# 劉旻奎
劉旻奎（：／，1987年9月18日—），韓國男演員、模特兒。

## 出道經歷
- 2006年：模特出道《SFAA Seoul Collection》
- 2012年：演員出道《閉嘴！花美男樂團》

## 演出作品

### 電視劇
- 2012年：tvN《閉嘴！花美男樂團》飾演 金河振
- 2012年：SBS《致美麗的你》飾演 趙英滿
- 2013年：KBS《Drama Festival－雨的國度》飾演 宇基
- 2013年：SBS《主君的太陽》飾演 智愚
- 2013年：MBC《閃耀的羅曼史》飾演 姜奇俊
- 2014年：OCN《能看見鬼的警察處容》飾演 朴旻宰
- 2014年：SBS Plus《DODOHARA》飾演 盧哲
- 2017年：KBS《七日的王妃》飾演 奇龍
- 2017年：tvN《名不虛傳》飾演 劉鎮伍/劉在河
- 2019年：tvN《Black Dog》飾演 池海元
- 2020年：tvN《哲仁王后》飾演 永平君
- 2023年：tvN《阿斯達年代記：阿拉姆恩之劍》飾演 羅迪

### 電影
- 2014年：《One Night Only》

## 獲獎
- 2011年：tvN《花美男Casting Oh！Boy》（冠軍）

## 外部連結
- NAVER （页面存档备份，存于）
- 劉旻奎的Instagram帳戶